# Paulette Goddard
Paulette Marion Goddard Levy (Long Island, 3 de junio de 1910-Tesino, 23 de abril de 1990) o más conocida como Paulette Goddard, fue una actriz estadounidense de cine mudo y clásico sonoro. Fue una destacada actriz principal durante la Edad de Oro de Hollywood, Goddard es reconocida por ser una de las actrices más hermosas de la época del cine mudo. 

## Biografía
Fue hija única de Joseph Russell Levy, de religión judía, y Alta Mae Goddard, que pertenecía a la iglesia episcopal con ascendencia británica. Sus padres se divorciaron cuando ella era pequeña, y fue criada por su madre. 
Su padre prácticamente desapareció de su vida, y volvió a finales de la década de 1930, después de que ella se volviera famosa. Al principio, su nueva relación con su padre parecía muy buena e iban juntos a los estrenos en el cine pero, más adelante, él la demandó judicialmente cuando leyó una entrevista en una revista donde afirmaba que él la había abandonado en su infancia. Nunca se reconciliaron. Al morir, él le dejó únicamente un dólar en su testamento. Ella tuvo siempre una relación muy cercana con su madre.
Charles Goddard, su tío abuelo, ayudó a su sobrina-nieta a encontrar empleo como modelo publicitaria, y luego, entre 1924 y 1928, como una de las Chicas Ziegfeld en la compañía musical Ziegfeld Follies, de Florenz Ziegfeld. Fue al instituto Washington Irving de Manhattan al mismo tiempo que Claire Trevor, que también sería actriz.
Poseedora de un gran carisma y particular atractivo, fue fotografiada a los 16 años totalmente desnuda por el fotógrafo Alfred Cheney, algo inusual para la época y, con esa edad, se casó con un millonario mayor que ella llamado Edgar James, y se trasladó a vivir a Hollywood.

## Trayectoria profesional

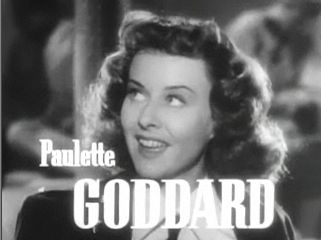
En el tráiler de So Proudly We Hail!.

A principios de los años 1930 participó en papeles secundarios en obras como Las calles de la ciudad (1931), de Rouben Mamoulian, con Gary Cooper y Sylvia Sidney, o en  Torero a la fuerza (The Kid from Spain, 1932), de Leo McCarey, junto a Eddie Cantor. En 1936 rodó, junto a Charlie Chaplin, Tiempos modernos (Modern Times, 1936), la última película en la que aparece Charlot como personaje y se convirtieron en amantes. Tras el rodaje de la película se casaron en una ceremonia secreta, por acuerdo de ambos. Cuatro años después volvieron a rodar juntos en la película, El gran dictador (The Great Dictator, 1940), película crítica contra la Alemania nazi. Ese mismo año, se distanciaron amistosamente y, posteriormente, consiguió el divorcio, alegando la incompatibilidad y la separación por más de un año.
Durante ese tiempo, actuó en otras películas importantes como Mujeres (The Women, 1939), de George Cukor, junto a Norma Shearer, Joan Crawford, Rosalind Russell y Joan Fontaine y, en una comedia dirigida por Elliott Nugent junto al cómico Bob Hope, El gato y el canario (1939).
Goddard fue la primera opción para el papel de Scarlett O'Hara en la película Lo que el viento se llevó, pero el productor David O. Selznick la rechazó por su sonado matrimonio con Charles Chaplin y optó por la actriz Vivien Leigh, similar en apariencia y estilo actoral.
En la década de 1940 rodó la mayor parte de sus películas, entre las cuales destaca el musical Al fin solos (1940), dirigido por H.C. Potter y protagonizado por Fred Astaire y Burgess Meredith (con este último contrajo matrimonio poco después en la vida real, pese a rechazar a su personaje en la película); El castillo maldito, de David Butler (The Ghost Breakers, 1940), de nuevo con Bob Hope; Si no amaneciera (1941), de Mitchell Leisen, junto a Charles Boyer y Olivia de Havilland, en uno de los melodramas dorados de la década; Reap the Wild Wind (1942) y Los inconquistables (1947), ambas de Cecil B. DeMille, la primera en compañía de John Wayne,Ray Milland, Robert Preston y Susan Hayward, y la segunda junto a Gary Cooper; Sangre en Filipinas (So Proundy We Hail, 1943), de Mark Sandrich, por la que fue nominada a un Óscar a la mejor actriz de reparto y en la que trabajó al lado de Veronica Lake; La bribona (1945), de Mitchell Leisen, melodrama de factura clásica en el que realizó una de sus mejores interpretaciones; Memorias de una doncella (The Diary of a Chambermaid, 1946) de Jean Renoir, que produjo junto a su marido de ese momento, Burgess Meredith, sobre la novela de Octave Mirbeau y que sigue considerándose una de las joyas de Renoir en su etapa norteamericana; Un marido ideal (1947), de Alexander Korda, unánimemente elogiada como la mejor versión de la obra teatral de Oscar Wilde del mismo título, y Una mujer rebelde (1949), de Emilio Fernández, junto al mexicano Pedro Armendáriz, en una historia situada en plena revolución mexicana.
De las décadas de 1950 y 1960, datan sus apariciones en varias producciones televisivas y destaca su participación en Los indiferentes, rodada en Italia en 1966 por Francesco Maselli, en la que compartía cartel con Rod Steiger y Shelley Winters.

## Fallecimiento

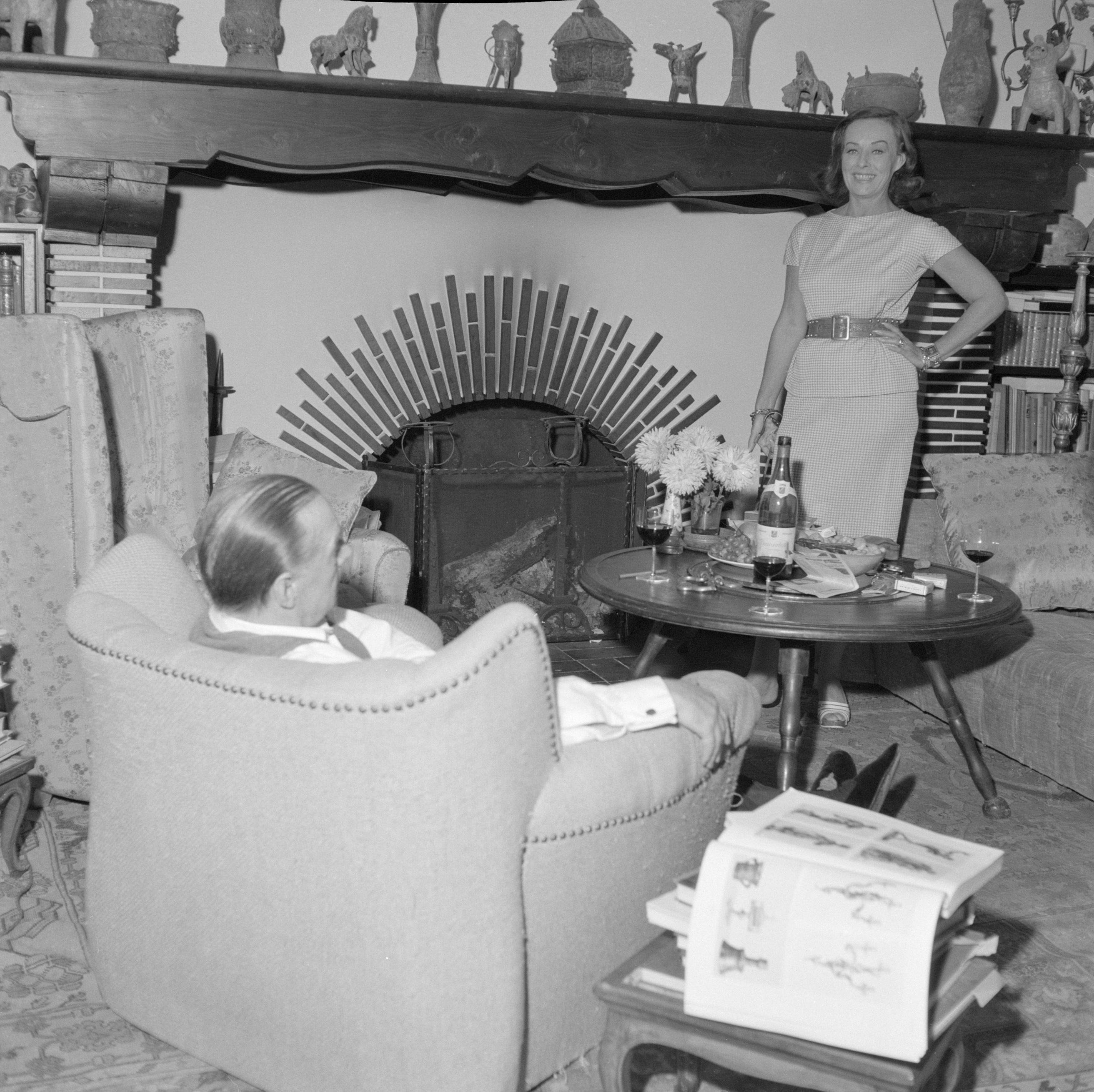
Erich Maria Remarque y Paulette Goddard, en 1961 en la casa de Porto Ronco, en Suiza.

Paulette Goddard falleció en 1990, sin dejar descendencia, por causas naturales, según consigna el parte médico, en la localidad suiza de Porto Ronco, donde vivía en la casa que había compartido con su último marido, el escritor alemán Erich Maria Remarque.

## Filmografía (parcial)
| Año  | Título                   |
| ---- | ------------------------ |
| 1931 | Las calles de la ciudad  |
| 1932 | Torero a la fuerza       |
| 1936 | Tiempos modernos         |
| 1938 | Los alegres vividores    |
| 1939 | Mujeres                  |
| 1939 | El gato y el canario     |
| 1940 | El gran dictador         |
| 1940 | Al fin solos             |
| 1940 | El castillo maldito      |
| 1941 | Si no amaneciera         |
| 1941 | El arca de oro           |
| 1942 | Reap the Wild Wind       |
| 1943 | Sangre en Filipinas      |
| 1945 | La bribona               |
| 1946 | Memorias de una doncella |
| 1947 | Los inconquistables      |
| 1947 | Un marido ideal          |
| 1949 | Una mujer rebelde        |
| 1949 | La máscara de los Borgia |
| 1950 | Del odio nace el amor    |
| 1953 | Investigación criminal   |
| 1954 | The Unholy Four          |
| 1964 | Los indiferentes         |

## Premios y distinciones
Premios Óscar
| Año  | Categoría               | Película            | Resultado |
| ---- | ----------------------- | ------------------- | --------- |
| 1944 | Mejor Actriz de Reparto | Sangre en Filipinas | Nominada  |